# Carlo Varese (scrittore)
Carlo Varese (Tortona, 13 gennaio 1793 – Rovezzano, 15 settembre 1866) è stato un medico, scrittore e storico italiano, deputato del Regno di Sardegna e del Regno d'Italia.

## Biografia
Dopo essersi laureato in medicina all'Università di Pavia, esercitò la professione prima  a Voghera e poi, dal 1840, a Genova. Nel 1859 fu eletto deputato per la VI legislatura nella Camera del Regno di Sardegna e confermato nel 1860 per la legislatura successiva. Dopo l'unificazione del 1861, fu deputato della Camera del Regno d'Italia nella VIII e IX legislatura, ma morì, prima di completarla, a settantatré anni nel 1866.

## Produzione letteraria
Pur impegnato con la professione medica e l'attività politica, Varese coltivò la propria vocazione letteraria. Le sue opere più importanti possono considerarsi i romanzi storici, scritti ispirandosi a Walter Scott, lo scrittore scozzese autore del celebre Ivanhoe. I romanzi, creati con intenti patriottici, ricevettero una buona accoglienza presso il pubblico borghese dell'Italia pre-unitaria. Il più significativo tra questi fu Sibilla Odaleta (pubblicato a Milano nel 1827), al quale seguirono tra il 1829 e il 1840 I prigionieri di Pizzighettone, Folchetto Malaspina, Preziosa di Sanluri, Torriani e Visconti.

A queste opere di narrativa storica si aggiungono tre romanzi psicologici: La fidanzata ligure, Gerolimì, Il proscritto. 
Oltre che nella narrativa, Varese s'impegno anche in lavori di carattere più propriamente storiografico. La rilevanza di questi ultimi è alquanto modesta: in tal senso va annoverata una Storia della Repubblica di Genova, in 8 volumi (edita negli anni 1835-1838), alla quale lavorò per dieci anni, criticata dai genovesi per i toni di eccessiva piaggeria verso la dinastia sabauda.

## Opere
- Sibilla Odaleta. Episodio delle guerre d'Italia alla fine del secolo XV. Romanzo istorico di un italiano in continuazione alla biblioteca amena ed istruttiva per le donne gentili, Milano, presso Ant. Fort. Stella e figli, 1827.
- La fidanzata ligure ossia usi, costumanze e caratteri dei popoli della riviera ai nostri tempi..., 2 voll, Milano, presso Ant. Fort. Stella e figli, 1828.

Edizione in lingua francese: La fiancee ligurienne, ou l'homme au manteau brun, 4 voll., Paris, Audin, 1832.
- Gerolimì, ossia il nano di una principessa..., Mortara, dalla tipografia Capriolo, 1829.
- I prigionieri di Pizzighettone romanzo storico del secolo decimosesto, 3 voll., Milano, presso Ant. Fort. Stella e figli, 1829.
- Folchetto Malaspina. Romanzo storico del secolo XII, 3 voll., Milano, presso A. F. Stella e figli, 1830. https://www.google.it/books/edition/Folchetto_Malaspina/lsJKAAAAcAAJ?hl=it&gbpv=1

Ristampa anastatica dell'edizione torinese del 1863, a cura e con introduzione di Ugo Rozzo, Tortona, Pro Julia Dertona, 1984.
- Il proscritto storia sarda dell'autore di Sibilla Odaleta, 2 voll., Torino, per Giuseppe Pomba, 1830.
- Preziosa di Sanluri, ossia I montanari sardi. Romanzo storico dell'autore della Sibilla Odaleta; preceduto da una dissertazione dello stesso intitolata I romanzi di Walter Scott e le opere di Rossini, 2 voll., Milano, presso A. F. Stella e figli, 1832.
- Storia della Repubblica di Genova dalla sua origine sino al 1814, 8 voll., Genova, dalla Tipografia d'Yves Gravier, 1835-1838.
- Torriani e Visconti o scene casalinghe, pubbliche e storiche della vita milanese nel secolo XV, Napoli, N. Vanspandoch e C, 1840.